# Comuna Usora
Usora (în sârbă Усора) este un sat și o comună în cantonul Zenica-Doboj din Federația Bosniei și Herțegovinei, o entitate din Bosnia și Herțegovina. Se învecinează cu comunele Doboj și Tešanj și este numită după râul Usora. 
A fost creat prin secesiune din comunele Tešanj și Doboj, în timpul Războiului din Bosnia din 1992-1995. 

## Date demografice

### Recensământul din 2013
| Comună | Naționalitate | Naționalitate | Naționalitate | Naționalitate | Naționalitate | Naționalitate | Total |
| Comună | Bosniaci      | %             | Croați        | %             | Sârbi         | %             | Total |
| ------ | ------------- | ------------- | ------------- | ------------- | ------------- | ------------- | ----- |
| Usora  | 374           | 5,66          | 6.095         | 92,30         | 61            | 0,92          | 6.603 |

Sursa:

## Legături externe
- Site oficial